# Svetovno prvenstvo v nordijskem smučanju 1950
Svetovno prvenstvo v nordijskem smučanju 1950 je osemnajsto svetovno prvenstvo v nordijskem smučanju, ki je potekalo med 1. in 6. februarjem 1950 v Lake Placidu in Rumfordu, ZDA, v petih disciplinah.

## Dobitniki medalj

### Smučarski teki
| Disciplina | Zlato                                                                      | Zlato   | Srebro                                                               | Srebro  | Bron                                                                       | Bron    |
| 18 km      | Karl-Erik Åström                                                           | 1:06:16 | Enar Josefsson                                                       | 1:06:28 | Arnljot Nyås                                                               | 1:07:07 |
| 50 km      | Gunnar Eriksson                                                            | 2:59:05 | Enar Josefsson                                                       | 3:00:01 | Nils Karlsson                                                              | 3:00:10 |
| 4 x 10 km  | Švedska · Nils Täpp · Karl-Erik Åström · Martin Lundström · Enar Josefsson | 2:39:59 | Finska · Heikki Hasu · Viljo Vellonen · Paavo Lonkila · August Kiuru | 2:41:51 | Norveška · Martin Stokken · Eilert Dahl · Kristian Björn · Henry Hermansen | 2:47:19 |

### Nordijska kombinacija
| Disciplina | Zlato       | Zlato | Srebro               | Srebro | Bron           | Bron  |
| Posamično  | Heikki Hasu | 455,2 | Ottmar Gjermundshaug | 452,0  | Simon Slåttvik | 451,8 |

### Smučarski skoki
| Disciplina        | Zlato          | Zlato | Srebro         | Srebro | Bron             | Bron  |
| Velika skakalnica | Hans Bjørnstad | 220,4 | Thure Lindgren | 214,4  | Arnfinn Bergmann | 213,5 |

## Medalje po državah
| Poz | Država   | Zlato | Srebro | Bron | Skupaj |
| 1   | Švedska  | 3     | 3      | 1    | 7      |
| 2   | Norveška | 1     | 1      | 4    | 6      |
| 3   | Finska   | 1     | 1      | 0    | 2      |